# ديفيد مازوز
ديفيد مازوز (بالإنجليزية: David Mazouz)‏ مواليد 19 فبراير 2001 في لوس أنجلوس، كاليفورنيا، الولايات المتحدة، هو ممثل أمريكي بدأ مسيرته الفنية عام 2010.

## الأعمال
- مسلسل مايك ومولي (2010)
- مسلسل عقول إجرامية (2011)
- مسلسل المكتب (2011)
- مسلسل تاتش (2012 - 2013)
- مسلسل دروب ديد ديفا (2014)
- مسلسل غوثام (2014 - 2019)

## وصلات خارجية
- ديفيد مازوز على موقع IMDb (الإنجليزية)
- ديفيد مازوز على موقع ألو سيني (الفرنسية)
- ديفيد مازوز على موقع تيرنر كلاسيك موفيز (الإنجليزية)
- ديفيد مازوز على موقع أول موفي (الإنجليزية)
- ديفيد مازوز على موقع قاعدة بيانات الفيلم (الإنجليزية)
- ديفيد مازوز على موقع كينوبويسك (الروسية)